# 디스트릭트 9
《디스트릭트 9》(영어: District 9)는 2009년에 공개된 미국의 SF 액션 영화이다.

## 줄거리
남아공 상공에 불시착한 외계인들은 요하네스버그 인근 지역 외계인 수용구역 ‘디스트릭트 9’에 임시 수용된 채 28년 동안 인간의 통제를 받게 된다. 외계인 관리국 MNU는 외계인들로 인해 무법지대로 변해버린 ‘디스트릭트 9’을 강제 철거하기로 결정하고, 프로젝트를 추진하던 중 책임자 비커스가 외계물질에 노출되는 사고를 당한다. 유전자 변이를 일으키면서 외계인으로 변해가는 비커스. 정부는 비커스가 외계 신무기를 가동시킬 수 있는 유일한 인물이라는 것을 알고 비밀리에 그를 추적하기 시작한다. 정부의 감시시스템이 조여오는 가운데, 비커스는 외계인 수용 구역 ‘디스트릭트 9’으로 숨어드는데…

## 출연

### 주연
- 샬토 코플리
- 바네사 헤이우드
- 제이슨 코프
- 데이빗 제임스

### 조연
- 나탈리 볼트
- 실베인 스트라이크

## 기타
- 제작책임: 마이클 S. 머피
- 공동제작: 필리파 보엔스
- 미술: 필립 아이비
- 미술효과: 가이 폿기터
- 소품팀: 에밀리아 록스
- 시각효과: 댄 카우프먼
- 의상: 다이아나 실리어스
- 배역: 덴튼 더글러스